# Controra
Con il termine controra si indica nell'Italia centrale e meridionale il periodo delle prime ore del pomeriggio in estate, a partire da mezzogiorno, periodo più caldo della giornata. L'uso tradizionale è quello di ritirarsi in casa al fresco per riposarsi con una pennichella.

## Mitologia e folklore

### Antichità
Fin dall'antichità, queste ore sono oggetto di credenze superstiziose e vengono considerate pericolose per il sole e il caldo, trasfigurati come spiriti e divinità malevoli. Nel Fedro di Platone, si avvia verso mezzogiorno, definito «l'ora […] che si dice immota»: in questo periodo di tempo il sole si arresterebbe a metà del suo corso e renderebbe infuocati il cielo e la terra; le cicale cantano e inducono torpore mentale, gli uomini abbandonano i luoghi aperti e si rifugiano al coperto, nelle grotte o nelle case per riposarsi. In quel momento escono Pan, le Ninfe ed altre divinità, che possono invasare e possedere gli incauti che escono. Nel dialogo platonico Socrate così si esprime: «in questo luogo sento una presenza divina, così che non ti devi sorprendere se procedendo nel discorso io ne sarò posseduto» e descrive quindi uno stato allucinatorio: «Sento il petto tutto gonfio, non ti sembra [...] che io sia tutto preso da un'ispirazione divina ?».
Anche le sirene compaiono nell'ora della siesta e attirano con il loro canto gli uomini nei gorghi marini.
Il filosofo greco Porfirio, allievo di Plotino, asserisce che nell'ora della massima calura «non è lecito ai mortali entrare nei templi, perché è la via degli immortali»
Giacomo Leopardi nel settimo capitolo del suo giovanile Saggio sopra gli errori popolari degli antichi, del 1815 (il capitolo si intitola "Del meriggio"), tratta di queste credenze degli antichi.

### Antico Testamento e ascetismo cristiano
Nell'Antico Testamento si allude a un «demone di mezzogiorno», che nella tradizione ascetica è identificato nell'accidia. Il demone avrebbe nome "Keteb" e assalirebbe nella tradizione cristiana il monaco a metà giornata con la tentazione della lussuria, del potere o della ricerca del piacere.
Gustave Flaubert narra nel romanzo breve La tentazione di Sant'Antonio, del 1874, le visite del demonio nel deserto da sant'Antonio abate.

### Slavi
Nella mitologia slava si parla ugualmente di "spettri del mezzogiorno".

## Letteratura e cinema
Diverse opere hanno per tema il periodo del giorno del primo pomeriggio e l'aura di magia e incantamento che accompagna l'apparizione in questo tempo delle potenze soprannaturali.
Paul Bourget in Le démon de midi (in italiano Il demone meridiano), del 1914, identifica questo demone nel desiderio sessuale che assalirebbe uomini e donne a metà della loro vita, come accadeva per i monaci nel deserto.
Wilhelm Jensen nel romanzo Gradiva, del 1903, descrive il protagonista, l'archeologo Norbert Hanold, che camminando tra le rovine di Pompei sotto il sole di mezzogiorno, ha l'impressione di vedere dal vero la fanciulla raffigurata in un bassorilievo. Sigmund Freud dedicò all'interpretazione di quest'opera il suo saggio Delirio e sogni nella "Gradiva" di Jensen, del 1907. Al romanzo si sono ispirati anche dei film: Gradiva, di Giorgio Albertazzi, del 1970, e Gradiva (C'est Gradiva qui vous appelle) di Alain Robbe-Grillet, del 2006.
Nel film del 1963 I Basilischi di Lina Wertmuller, la voce fuori campo nomina ripetutamente la "controra" a sottolineare la staticità e apatia dei personaggi del paesino lucano in cui si svolge la storia.